# Antonio Conelli
Antonio Conelli   (Lugano, 26 de setembre de 1909 - Como, 2003) va ser un nedador italià que va competir durant les dècades de 1920 i 1930.
El 1928 va prendre part en els Jocs Olímpics d'Amsterdam, on va disputar dues proves del programa de natació. En ambdues, els 100 metres i 4×200 metres lliures quedà eliminat en sèries.
En el seu palmarès destaca una medalla de bronze al Campionat d'Europa de 1931 i cinc campionats nacionals, un en els 4x100 i quatre en els 4x200 metres lliures.